# Orthotrichia armata
Orthotrichia armata är en nattsländeart som beskrevs av Wells 1979. Orthotrichia armata ingår i släktet Orthotrichia och familjen smånattsländor. Inga underarter finns listade i Catalogue of Life.